# Europaparlamentsvalet i Belgien 1979
Europaparlamentsvalet i Belgien 1979 hölls den 10 juni 1979. Belgien hade tilldelats 24 av totalt 410 platser  i det första parlamentsvalet i Europeiska gemenskapens historia.
Landet var uppdelat i två valkretsar, baserat på de federala gemenskaperna. Den flamländska gemenskapen valde 13 mandat och den franskspråkiga gemenskapen valde 11 mandat. Totalt vann de kristdemokratiska partierna tio mandat, de socialdemokratiska sju mandat, de liberala fyra mandat och övriga regionala partier vann tre mandat.

## Valresultat
Valet hade strax över 6,8 miljoner valberättigade och valdeltagandet var 91,4 procent. Andelen ogiltiga röster var strax över 12 procent.

### Franska gemenskapen
| Parti                                     | Röster    | %      | Mandat | Partigrupp |
| ----------------------------------------- | --------- | ------ | ------ | ---------- |
| Socialistiska partiet (PS)                | 575 824   | 27,43  | 4      | SOC        |
| Centre démocrate humaniste (PSC)          | 445 912   | 21,24  | 3      | EPP        |
| Front Démocratique des Francophones (FDF) | 414 603   | 19,75  | 2      | NI         |
| Parti Réformateur Libéral (PRL)           | 372 904   | 17,76  | 2      | LD         |
| Ecolo                                     | 107 833   | 5,14   | 0      |            |
| Belgiens kommunistiska parti (PCB)        | 106 023   | 5,05   | 0      |            |
| Övriga                                    | 76 377    | 3,65   |        |            |
| Giltiga röster                            | 2 099 476 | 100,00 | 11     |            |

### Flamländska gemenskapen
| Parti                                 | Röster    | %      | Mandat | Partigrupp |
| ------------------------------------- | --------- | ------ | ------ | ---------- |
| Kristliga folkpartiet (CVP)           | 1 607 941 | 48,09  | 7      | EPP        |
| Socialistpartiet (BSP)                | 698 889   | 20,90  | 3      | SOC        |
| Partiet för frihet och framsteg (PVV) | 512 363   | 15,32  | 2      | LD         |
| Folkunionen (VU)                      | 324 540   | 9,71   | 1      | CDI        |
| Grön                                  | 77 986    | 2,33   | 0      |            |
| Övriga                                | 121 783   | 3,64   |        |            |
| Giltiga röster                        | 3 343 502 | 100,00 | 13     |            |